# Funcție de undă
Funcție de undă este denumirea tradițională pentru funcția de stare a unei particule sau a unui sistem de particule, în formularea dată de Erwin Schrödinger mecanicii cuantice, numită și mecanică ondulatorie.

## Ecuația lui Schrödinger
Pentru un sistem cu {\displaystyle n\,} 
grade de libertate, funcția de undă  este o funcție de coordonatele {\displaystyle x_{1},...,x_{n}} în spațiul configurațiilor și de timp:
{\displaystyle \psi =\psi \left(x_{1},...,x_{n},t\right)\,.}
Ea satisface ecuația lui Schrödinger, care are forma generală
{\displaystyle {\mathcal {H}}\psi =i\hbar {\frac {\partial \psi }{\partial t}}\,,}
unde {\displaystyle {\mathcal {H}}} este operatorul hamiltonian al sistemului. Această ecuație liniară determină funcția de undă până la un factor constant, care se fixează prin condiția de normare
{\displaystyle \int |\psi \left(\mathbf {x} ,t\right)|^{2}\,dx_{1}...dx_{n}=1\,.}
Integrala e extinsă la întreg spațiul configurațiilor, iar hermiticitatea hamiltonianului asigură că ea nu depinde de timp.
În cazul particulelor cu spin diferit de zero, funcția de undă depinde și de variabilele de spin, hamiltonianul conține termeni corespunzători interacțiilor de spin, iar condiția de normare cuprinde o sumare peste variabilele de spin.

## Interpretare statistică
Modul în care starea sistemului este exprimată de funcția de undă a fost indicat de Max Born, care i-a dat acesteia o interpretare statistică: cantitatea {\displaystyle {\mathcal {P}}=|\psi |^{2}} reprezintă densitatea de probabilitate de localizare, adică
{\displaystyle |\psi \left(x_{1},...,x_{n},t\right)|^{2}\,dx_{1}...dx_{n}}
reprezintă probabilitatea de localizare a sistemului în elementul de volum {\displaystyle dx_{1}...dx_{n}\,} din spațiul configurațiilor. Condiția de normare la unitate este expresia certitudinii că sistemul există, în orice moment, în spațiul configurațiilor.

## Stări staționare
Dacă hamiltonianul nu depinde explicit de timp, funcția de undă reprezintă o stare staționară a sistemului și are forma
{\displaystyle \psi \left(x_{1},...,x_{n},t\right)=u\left(x_{1},...,x_{n}\right)e^{-{\frac {i}{\hbar }}Et}\,,}
unde {\displaystyle u\left(x_{1},...,x_{n}\right)} satisface ecuația lui Schrödinger independentă de timp
{\displaystyle {\mathcal {H}}\,u\left(x_{1},...,x_{n}\right)=E\,u\left(x_{1},...,x_{n}\right)\,.}
Impunând condiția suplimentară ca soluția să fie diferită de soluția banală identic nulă iar comportarea ei să fie astfel încât condiția de normare să poată fi satisfăcută, aceasta devine o problemă de valori proprii, care determină nivelele de energie {\displaystyle E\,} ale sistemului.